# Evessen

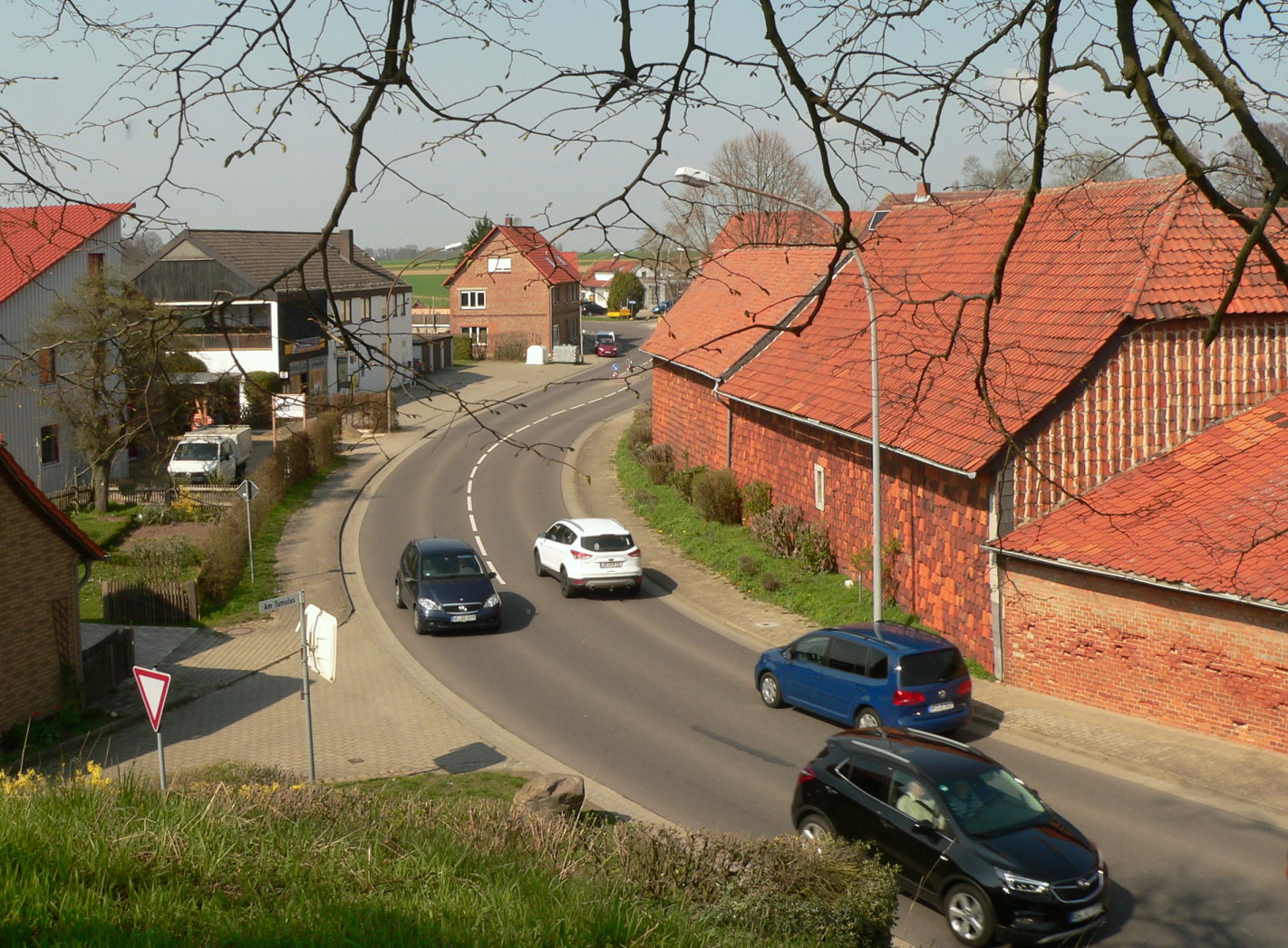
Ortsdurchfahrt

Evessen [ʔeːfɛzn] ist eine Gemeinde im Landkreis Wolfenbüttel (Niedersachsen). Zur Gemeinde gehören außerdem die Ortsteile Gilzum und Hachum sowie ein Gebiet im Reitlingstal rund um die Ausflugsgaststätte „Am Reitling“ als Exklave. Evessen ist Mitgliedsgemeinde der Samtgemeinde Sickte.

## Geschichte
Alte Bezeichnungen des Ortes sind 992 Hebesheim, 1194 Euisheim, 1219 Evessen, 1314 Evessum, 1344 Euessen, 1378 Evetzem und 1383 Evese. Der Ortsname Evessen enthält die (veränderte, das heißt heute verknappte) Endung „-heim“. Der Kurzname „Evi-“ gehört zum Stamm „Ebur“ für „Eber“ beziehungsweise ist eine daraus entstandene Verkürzung „Eb-“ beziehungsweise „Ev-“.
An der alten Heerstraße von Braunschweig nach Magdeburg gelegen, war Evessen – nach Bodenfunden (Galeriegrab Evessen) zu urteilen – schon vor etwa 5000 Jahren besiedelt. Urkundlich wurde es als Curtis Hebesheim („Heim des Hebo“) im Jahr 952 erstmals erwähnt. Otto I. schenkte 965 den Königshof dem Moritzkloster in Magdeburg, ab 1351 gehörte der Klosterhof dem Kreuzkloster in Braunschweig. Wegen der schwierigen Böden wurde die Siedlung im Volksmund Hungersdorf genannt. Im Jahr 1952 feierte das Dorf sein tausendjähriges Bestehen.
Am 1. März 1974 wurden die Gemeinden Gilzum und Hachum eingegliedert.

## Politik

### Gemeinderat
Der Gemeinderat setzte sich nach der Kommunalwahl im September 2011 wie folgt zusammen:
- CDU: 4 Sitze
- SPD: 4 Sitze
- Grüne: 3 Sitze

Nach der Kommunalwahl im September 2016 ergab sich folgende Sitzverteilung:
- SPD: 5 Sitze
- CDU: 4 Sitze
- Grüne: 2 Sitze

Quelle:
Nach der Kommunalwahl im September 2021 ergab sich folgende Sitzverteilung:
| Gemeinderat 2021–2026Insgesamt 11 Sitze - SPD: 4 - Grüne: 3 - CDU: 4 | Gemeinderatswahl 2021Wahlbeteiligung: 75,38 % 403020100 36,56 %35,02 %25,82 %2,6 % SPDCDUGrüneFDP |

### Bürgermeister
Mit Dunja Kreiser (SPD) wurde am 14. November 2011 zum ersten Mal in der Geschichte der Gemeinde eine Frau zur Bürgermeisterin einer Mitgliedsgemeinde der Samtgemeinde Sickte gewählt. Sie trat die Nachfolge von Klaus Bertram an, der bei der letzten Kommunalwahl nach 37 Jahren in Gemeindegremien nicht mehr kandidierte.

### Wappen
| | Blasonierung: „In Silber auf grünem Berg, darin ein silbernes Ammonshorn; eine natürliche Linde mit grünen Blättern.“ |
| Wappenbegründung: Wahrzeichen Evessens ist der mitten im Dorf liegende bronzezeitliche Tumulus von Evessen, auf dem eine Linde wächst. Der Tumulus ist mit einem Ammonshorn belegt, einer in der hiesigen Feldmark häufig zu findenden Versteinerung. Die grüne Farbe erinnert daran, dass Evessen früher ganz von Wald umgeben war, der durch die Landwirtschaft zurückgedrängt worden ist. Das Wappen wurde von Wilhelm Krieg gestaltet und am 5. Januar 1977 durch den Landkreis Wolfenbüttel genehmigt. | |

## Kultur und Sehenswürdigkeiten

### Romanische Wehrkirche

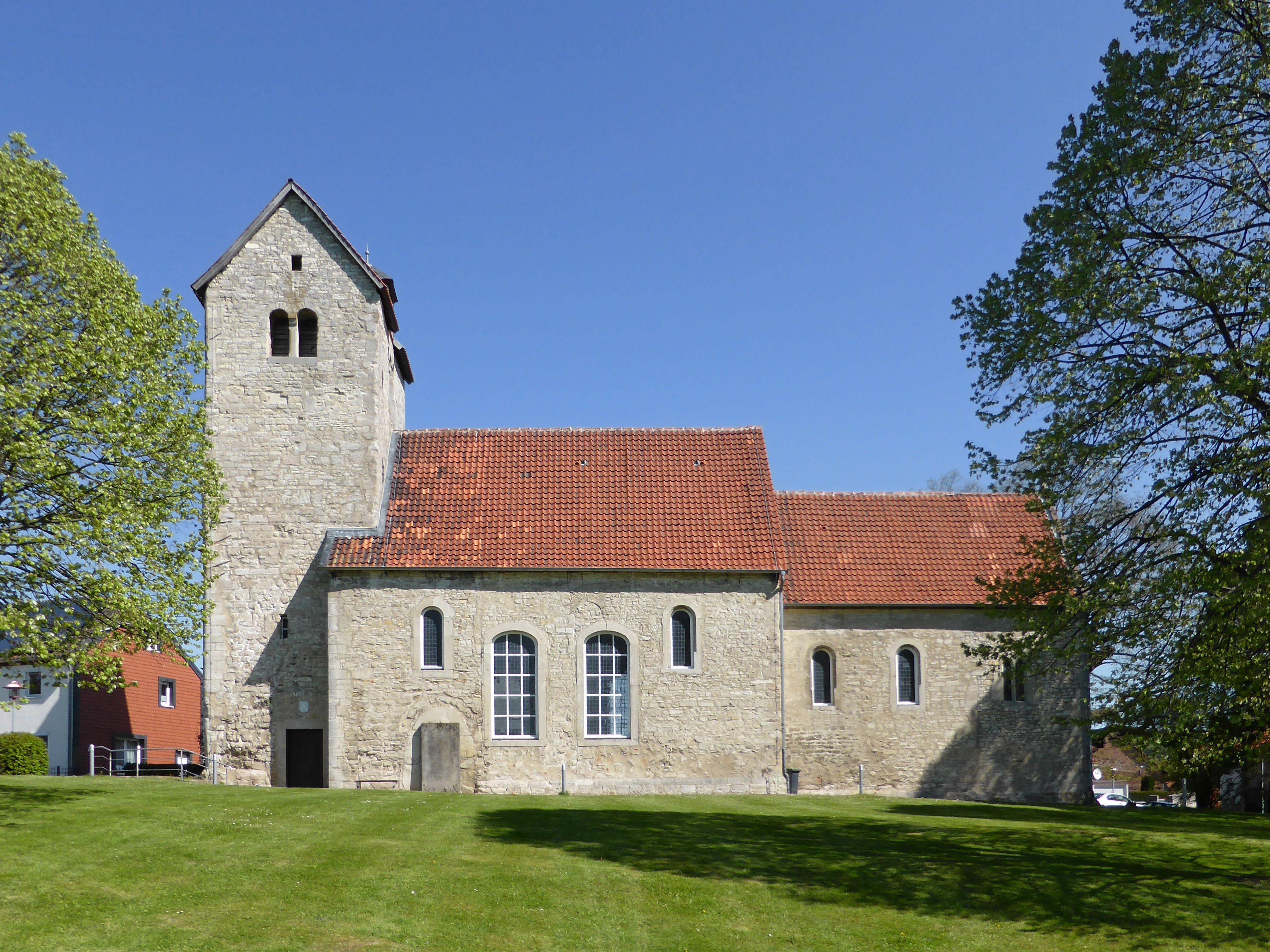
Die Dorfkirche in Evessen

Die Kirche, die aus Elmkalkstein und Erkeroder Trochitenkalk gemauert ist, wurde im 11. Jahrhundert als Wehrkirche vermutlich auf einer befestigten Wehranlage (curtis) errichtet. Um 1200 erfolgte die Aufstockung des Turmes und ungefähr 100 Jahre später die Einwölbung des Chores. Der Choranbau datiert um 1500 und fällt wohl mit der Beseitigung der romanischen Apsis zusammen. Das im Triumphbogen hängende Triumphkreuz mit seinem ca. 160 cm messenden Corpus auf erneuerten Kreuzbalken stammt vermutlich ursprünglich aus einer anderen Kirche und wurde möglicherweise in diesem Zusammenhang nach Evessen verbracht. Im 16. Jahrhundert entstanden Wandgemälde über die zehn Gebote mit niederdeutschen Spruchbändern. Eine der beiden noch erhaltenen Darstellungen warnt die Menschen vor unmäßigem Kartenspiel, unziemlichen Reden und leichtfertigen Schwüren. Aber stärker noch als die beiden Wandbilder beeindruckt das Kreuz über dem Altar. Auch alte Grabsteine an der äußeren Kirchenmauer wirken mit ihren Inschriften wie ein aufgeschlagenes Geschichtsbuch dieses Ortes und sind zugleich Zeugnis von tragischem Leben. Die Kirche St. Johannes Baptista zu Evessen besaß bis zum Dreißigjährigen Krieg drei Glocken. Diese wurden aber von den Pappenheimer Reitern gestohlen. Mit Ende des Krieges stiftete die Evesser Bauernschaft 1653 eine neue Glocke. Seit 2011 werden Spendengelder für die Anschaffung einer zweiten Glocke und die Umrüstung von einem stählernen auf einen hölzernen Glockenstuhl gesammelt.

### Tumulus

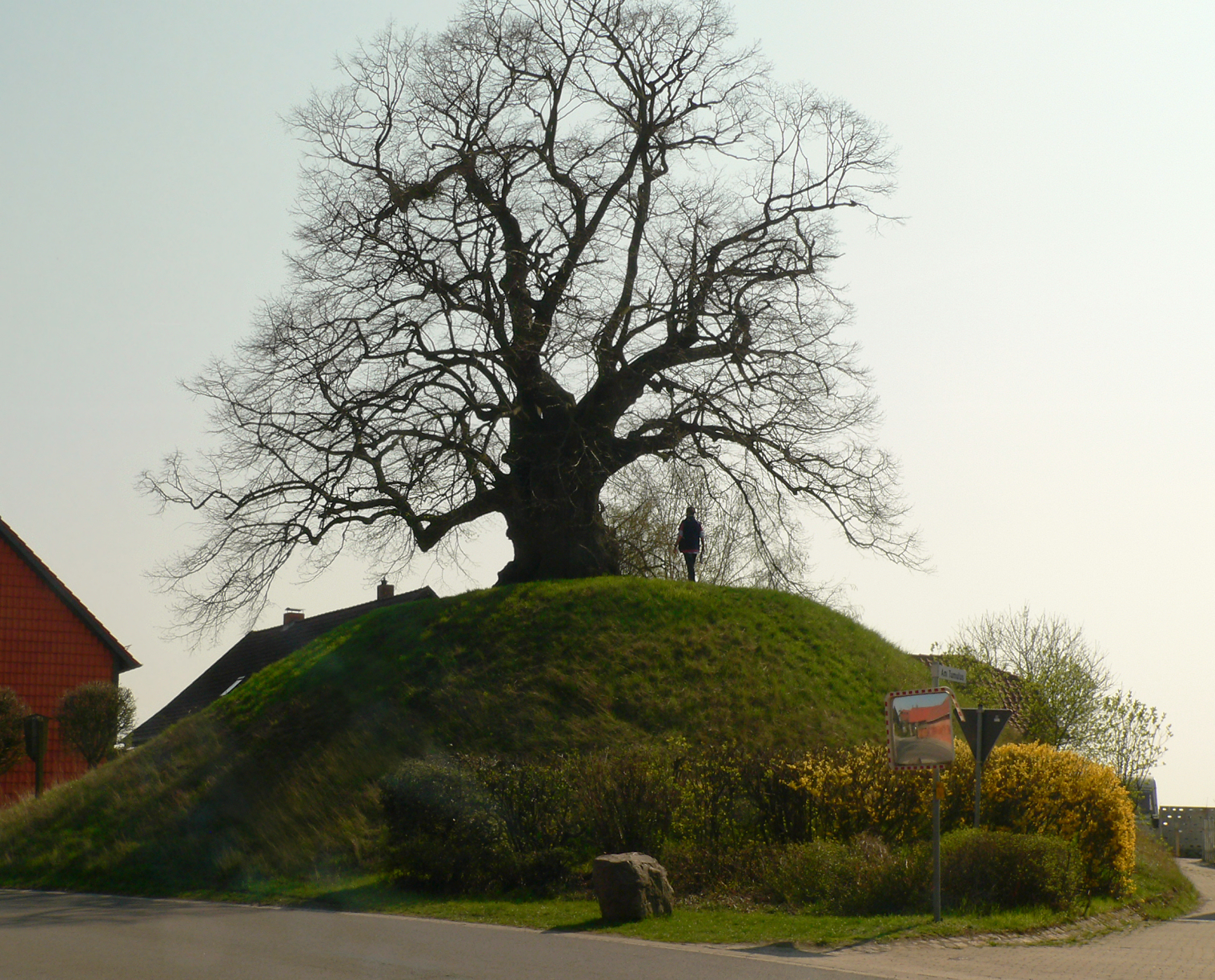
Der Tumulus (lat.) mit Linde oder auch Grabhügel in Evessen

In Evessen befindet sich der Tumulus von Evessen, bei dem es sich um ein Grabhügel handelt. Auf dem Hügel steht eine Linde, die 1944 zum Naturdenkmal erklärt wurde und deren Alter auf mehr als 800 Jahre geschätzt wird. Unter der Linde auf dem Grabhügel sprach das Vogteigericht Recht. In Rechnungen des Braunschweiger Domstiftes werden schon 1347 die Evesser Gerichtsverhandlungen erwähnt. Aufgehoben wurde das Gericht erst 1808. Im Zuge der Enträtselung des Hügels erkannte schon 1745 Pastor Johann Friedrich Faicke, dass es sich auch bei diesem Hoch um ein vorgeschichtliches Grab handeln müsse. In diesem Zusammenhang ist ein Aufsatz in den Braunschweigischen Anzeigen vom 16. Januar 1745 aufschlussreich, wonach der Evesser Tumulus für ein Fürstengrab gehalten wird, das aus der frühen Bronzezeit (1800 bis 1600 v. Chr.) oder sogar aus der Jungsteinzeit (4000 bis 2000 v. Chr.) stammt. Ursprünglich waren in der Nachbarschaft zwei weitere, ebenso große Grabhügel (Kleines Hoch und Thies-Hoch) vorhanden, die im 18. Jahrhundert abgetragen wurden. Beim Graben im Kleinen Hoch wurde 1745 eine Urne, vermutlich eine Nachbestattung, gefunden. In den 1980er Jahren war der Tumulus ein Schauplatz in der Kinderserie Neues aus Uhlenbusch. In der Folge Uhlenbusch steht kopf wurde eine Szene auf dem Hügel gefilmt.

### Weitere Sehenswürdigkeiten

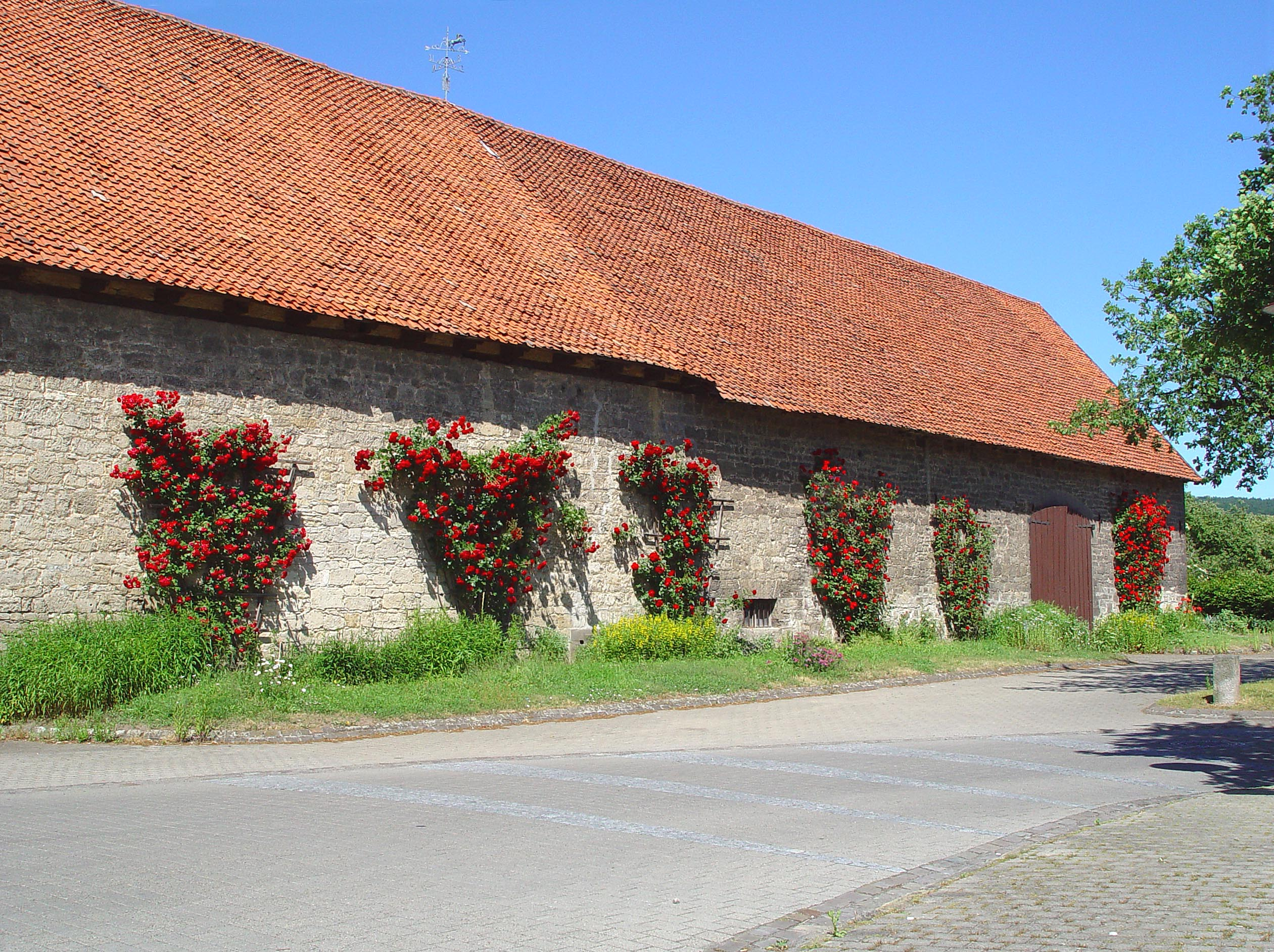
Gebäude an der Hauptstraße

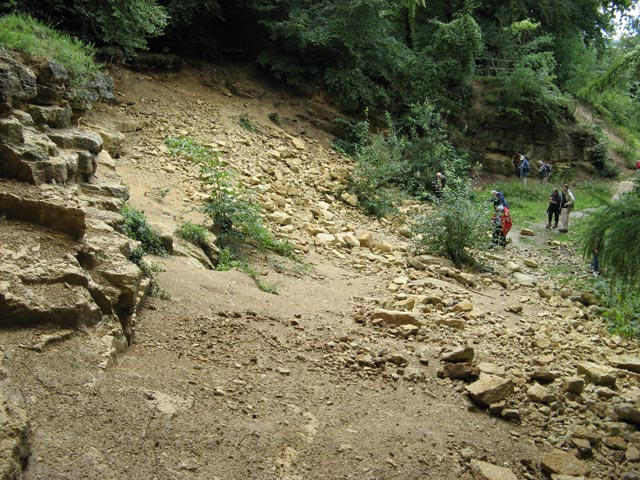
Erlebnissteinbruch Markmorgen

Außer dem Grabhügel und der Kirche prägt die alte Bausubstanz der Häuser den Ort. So steht ein Laubengang aus Holz am Papenberg 2 unter Denkmalschutz, der Ende des 18. Jahrhunderts erbaut wurde. Der Hof Mumme, ein typischer Steinquaderbau, wurde zwischen 1825 und 1850 errichtet. Ein weiteres Denkmal aus dem 18. Jahrhundert ist das Pfarrhaus, Sitz der Ev.-luth. Markus-Gemeinde mit den Ortschaften Evessen, Eilum, Gilzum, Kneitlingen und Ampleben.
Für geologisch Interessierte ist bei Evessen der Erlebnissteinbruch Markmorgen des Freilicht- und Erlebnismuseums Ostfalen (FEMO) eingerichtet.
Durch die Elmrandlage bieten sich Wandermöglichkeiten. Zwei Parkplätze im Siedlungsbereich, direkt am Waldrand, liegen am ausgewiesenen Wanderwegenetz im Naturpark. Das Reitlingstal ist von hier aus schnell zu erreichen. Die Siedlung Evessen ist das Obstanbaugebiet am Südhang des Elms. Von hier sieht man die Asse, den Harz mit dem überragenden Brocken, die Salzgitterberge sowie die Städte Wolfenbüttel und Braunschweig.

## Wirtschaft und Infrastruktur
Um 1800 fanden sich in Evessen neben zahlreichen landwirtschaftlichen Höfen auch eine Papiermühle, zwei Wassermühlen, eine Ölmühle sowie eine Walkmühle.
Im 21. Jahrhundert sorgen neben Landwirtschaft und Tourismus auch das produzierende Elektrohandwerk und ein Landmaschinenvertrieb für den Lebensunterhalt. Die Firma Air Therm Solartechnik produziert hier monokristalline Solarzellen und Solarmodule sowie die nötigen Systemkomponenten.
Weiterhin bietet der Ort eine Bio-Bäckerei, eine Töpferei, mehrere Obsthöfe, einen Ziegenhof, eine Gärtnerei, ein Restaurant und einen Kiosk mit Artikeln für den täglichen Bedarf.

## Persönlichkeiten
Söhne und Töchter der Gemeinde
- Andreas Kinderling (1593–1664), Logiker und Physiker
- Axel Graf Bülow (* 1952), Politiker (FDP)